# Мокегуа (регион)
Мокегуа (на испански: Moquegua) е един от 25-те региона на южноамериканската държава Перу. Разположен е в южната част на страната. Мокегуа е с площ от 15 733,97 км². Регионът има население от 174 863 жители (по преброяване от октомври 2017 г.).

## Провинции
Мокегуа е разделен на 3 провинции, които са съставени от 20 района. Някои от провинциите са:
1. Марискал Нието